# Alla breve

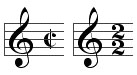
Приклади запису тактового розміру для алла бреве.

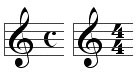
Приклади запису тактового розміру для розміру 4.

А́лла бре́ве (італ. alla breve) — музичний метр, що позначається символом  (C з вертикальною лінією, що проходить через нього), що еквівалентно 2

2.. В італійській «breve» означає «коротка», а в музичній практиці — половинну ноту, таким чином буквально термін означає, що долі рахуються половинними тривалостями.
В англійській термінології застосовується термін cut time (дослівно — «обрізаний час»), подібний термін є і в російському жаргоні — «резаный ключ».

## Походження
Термін алла бреве сформувався до 1600 року і походив з системи мензуральной або пропорційної нотації, коли нотні тривалості (і їх графічні форми) були пов'язані співвідношенням 2:1. В цьому контексті це означало, що такт або метричний пульс (в сучасній теорії — «доля») рахується не цілими нотами як зазвичай на той час, а подвійними цілими (Бреве).
Рання музична нотація розроблялась в контексті церковного музикування, що призвело до деяких релігійних асоціцій в нотації. Найбільш очевидною з них є назва тридольного поділу «Tempus perfectum» (досконалий час), що походить від Святої Трійці і представляється «ідеальним» колом, що не має ні початку, ні кінця.
Натомість музика з дводольним поділом називалась «Tempus imperfectum» (недосконалий час). Його символом стало «Розімкнене коло», « », який до цих пір використовується поряд з аналогічним позначенням  4

4, (в англійській термінології також «common time», дослівно — загальний час). Натомість розрізане по вертикальній лінії «» означає, 2

2  або Алла Бреве.

Проте використання вертикальної лінії не завжди було ідентичним сучасному. Іноді виконує інші функції, в тому числі й не дотичні мензуральної нотації.

## Приклад
Нижче наведено приклад з таким же ритмом, записану в 2

2 і 4

4:
|  | Приклад в midi Ритм, записаний на 2/2 і на 4/4. Проблеми з програванням файлу? Див. довідку . |